# Tennis (grup de música)
Tennis és un grup d'indie pop de Denver conformat pel duo marit-muller Alaina Moore i Patrick Riley. Durant la seua primera gira, James Barone es va incorporar com a bateria de la formació. La parella es va conéixer mentre estudiaven filosofia a la universitat, i van començar la formació després de tornar d'una aventura a la mar de set mesos per la costa atlàntica dels Estats Units. El nom de la formació ix a partir d'un acudit sobre Patrick Riley jugant tennis a la universitat.
Els seus dos primers llançaments, tots dos al juliol del 2010, van ser l'EP "Baltimore" amb la discogràfica Underwater Peoples i el senzill "South Carolina" amb Fire Talk. El primer àlbum d'estudi de Tennis va ser Cape Dory amb Fat Possum Records el gener del 2011. L'àlbum, presentat a la NPR, tracta de les experiències de la parella durant el viatge amb barca.
El segon àlbum de Tennis Young & Old va ser editat per Fat Possum Records el 14 de febrer del 2012 i produït per Patrick Carney dels The Black Keys. El primer senzill d'este àlbum "Origins" va ser tret per Forest Family Records el 6 de desembre del 2011.
Tennis ha publicat un grapat de versions d'altres grups, com els senzills autoeditats en digital "Tell Her No" de The Zombies, "Is It True?" de Brenda Lee o "Tears in the Typing Pool" de Broadcast.

## Discografia
Àlbums
- Cape Dory (Fat Possum, Gener 2011).
- Young & Old (Fat Possum, Febrer 2012).

Senzills
- "Baltimore" (Underwater Peoples, Juliol 2010).
- "South Carolina" (Fire Talk, Juliol 2010).
- "Is It True?" (autoeditat, Juny 2011).
- "Tell Her No" (autoeditat, Octubre 2011).
- "Origins" (Forest Family, Desembre 2011).
- "Tears in the Typing Pool" (autoeditat, Desembre 2011).